# Yang Junxuan
Dans ce nom chinois, le nom de famille, Yang, précède le nom personnel.
Pour les articles homonymes, voir Yang.
Yang Junxuan (en chinois : 杨浚瑄), née le 26 janvier 2002 à Zibo, est une nageuse chinoise, spécialiste de la nage libre.

## Carrière sportive
Yang a remporté plusieurs médailles en nage libre aux Jeux asiatiques de 2018 avec le bronze sur 100 mètres, l'argent sur 200 mètres et sur le relais féminin 4 × 100 mètres, l'or sur le relais 4 × 200 m.
Aux Jeux olympiques de la jeunesse d'été de 2018 à Buenos Aires, Yang a remporté le bronze au 50 mètres nage libre, l'argent au 100 mètres nage libre et au 200 mètres nage libre, ainsi que l'or dans les deux relais 4 × 100 mètres quatre nages et 4 × 100 mètres quatre nages mixte.
Toujours en 2018, elle décroche son premier titre aux championnats du monde de natation en petit bassin avec le relais chinois sur 200 m nage libre (avec Li, Zhang et Wang) mais aussi le bronze sur 4 × 100 m. Elle échoue à se qualifier sur la finale individuelle du 200 m.
Elle établit le nouveau record junior sur 200 m nage libre aux championnats du monde de natation 2019 en finissant cinquième de sa finale en 1 min 55 s 43.
À 19 ans, elle participe en 2021 aux Jeux olympiques de Tokyo à cinq courses : en individuel, elle établit le huitième meilleur temps sur 100 m en série mais préfère déclarer forfait puis sur 200 m elle accède à la finale mais se classe quatrième à trois centièmes du bronze ; en relais, elle nage la finale pour conclure le 4 × 100 m 4 nages mais l'équipe est également quatrième derrière l'Australie, les États-Unis et le Canada. C'est une première médaille d'argent pour le relais chinois avec le relais mixte 4 × 100 m composé de Xu, Yan et Zhang et la consécration avec le titre olympique sur sa spécialité dans le relais 4 × 200 m avec un nouveau record mondial réalisé avec Tang, Zhang et Li en 7 min 40,33 s.

## Controverses
Une enquête réalisée par l’ARD, et par le quotidien américain, le New York Times, révèle que 23 des meilleurs nageurs et nageuses chinois ont été testés positifs à la trimétazidine début 2021 lors d’une compétition à Shijiazhuang (Chine). Sur les 23 athlètes contrôlés positifs, 13 ont participé aux Jeux olympiques de Tokyo quelques semaines plus tard dont Yang Junxuan ,,.
L’agence antidopage américaine Usada accuse l'Agence mondiale antidopage (AMA) d’avoir étouffé l’affaire et ne pas avoir sanctionnés les nageurs. L'AMA conteste formellement cette accusation sans pour autant réfuter la contamination et désigne  un procureur indépendant pour examiner sa gestion du dossier.

## Palmarès

### Jeux olympiques
- Jeux olympiques d'été de 2020 à Tokyo ( Japon) :
  -  médaille d'or du relais 4 × 200 m nage libre
  -  médaille d'argent du relais 4 × 100 m nage libre mixte
- Jeux olympiques d'été de 2024 à Paris :
  -  Médaille de bronze du relais 4 × 100 m nage libre.

### Championnats du monde
- Championnats du monde de natation 2022 à Budapest ( Hongrie) :
  -  médaille d’or du 200 nage libre
- Championnats du monde de natation 2023 à Fukuoka ( Japon) :
  -  médaille de bronze du relais 4 × 100 m nage libre

### Championnats du monde en petit bassin
- Championnats du monde de natation en petit bassin 2018 à Hangzhou ( Chine) :
  -  médaille d'or du relais 4 × 200 m nage libre
  -  médaille d'argent du relais 4 × 100 m quatre nages (participe seulement aux séries)
  -  médaille de bronze du relais 4 × 100 m nage libre

### Jeux asiatiques
- Jeux asiatiques de 2018 à Jakarta ( Indonésie) :
  -  médaille d'or du relais 4 × 200 m nage libre
  -  médaille d'or du relais 4 × 100 m quatre nages mixte (participe seulement aux séries)
  -  médaille d'argent du 200 m nage libre
  -  médaille d'argent du relais 4 × 100 m nage libre
  -  médaille de bronze du 100 m nage libre

### Jeux olympiques de la jeunesse
- Jeux olympiques de la jeunesse de 2018 à Buenos Aires ( Argentine) :
  -  médaille d'or du relais 4 × 100 m quatre nages
  -  médaille d'or du relais 4 × 100 m quatre nages mixte
  -  médaille d'argent du 100 m nage libre
  -  médaille d'argent du 200 m nage libre
  -  médaille de bronze du 50 m nage libre
  -  médaille de bronze du relais 4 × 100 m nage libre mixte